# Jürg Capol
Jürg Capol (* 2. Juli 1965 in Chur) ist ein ehemaliger Schweizer Skilangläufer.

## Werdegang
Capol, der für den SC Rätia Chur, SC Domat Ems und den Alpina St. Moritz startete, trat international erstmals bei den Nordischen Junioren-Skiweltmeisterschaften 1984 in Trondheim in Erscheinung. Dort gewann er die Bronzemedaille mit der Staffel und belegte über 10 km den 12. Platz. Im selben Jahr wurde er Schweizer Juniorenmeister über 15 km und mit der Staffel des SC Domat Ems. Auch im folgenden Jahr siegte er mit der Staffel vom SC Domat Ems und lief bei den Nordischen Junioren-Skiweltmeisterschaften in Täsch auf den 15. Platz über 15 km und auf den vierten Rang mit der Staffel. Bei den Schweizer Meisterschaften 1986 in Trun gewann er Bronze über 30 km und Gold mit der Staffel vom Alpina St. Moritz. In der Saison 1986/87 holte er bei den Schweizer Meisterschaften 1987 in Blonay Silber mit der Staffel und belegte bei den Weltmeisterschaften 1987 in Oberstdorf den 30. Platz über 30 km klassisch und den 26. Rang über 15 km Freistil. Zu Beginn der folgenden Saison holte er in Kawgolowo mit dem 13. Platz über 30 km klassisch seine ersten Weltcuppunkte und errang damit seine beste Einzelplatzierung im Weltcup. Es folgte bei den Schweizer Meisterschaften 1988 in Sparenmoos Bronze über 15 km klassisch und jeweils Gold über 30 km klassisch und mit der Staffel. Beim Saisonhöhepunkt, den Olympischen Winterspielen 1988 in Calgary kam er auf den 30. Platz über 30 km klassisch, auf den 22. Rang über 15 km klassisch und zusammen mit Andy Grünenfelder, Giachem Guidon und Jeremias Wigger auf den vierten Platz in der Staffel. Zum Saisonende erreichte er mit Platz 48 im Gesamtweltcupsein bestes Gesamtergebnis.
Im folgenden Jahr gewann Capol bei den Schweizer Meisterschaften jeweils Bronze über 15 km klassisch und über 30 km klassisch und Gold mit der Staffel und belegte bei den Weltmeisterschaften in Lahti den 43. Platz über 15 km klassisch, den 24. Rang über 30 km klassisch und zusammen mit Hans Diethelm, Giachem Guidon und Hansluzi Kindschi den 12. Platz in der Staffel. Bei den Schweizer Meisterschaften 1990 gewann er Gold mit der Staffel und bei den Schweizer Meisterschaften 1991 in Kandersteg jeweils Silber über 10 km klassisch und in der Verfolgung und Gold über 30 km klassisch. Nach einem Trainingsunfall Ende Januar 1991, wo er sich einen Nierenriss zuzog, fiel er für den Rest der Saison 1990/91 aus und verpasste damit die Weltmeisterschaften 1991 im Val di Fiemme. Auch in der folgenden Saison nahm er nur an wenigen Rennen teil und konnte sich daher auch nicht für die Olympischen Winterspiele 1992 in Albertville qualifizieren. In der Saison 1992/93 holte er in Ramsau am Dachstein mit Platz 27 in der Verfolgung und Rang 25 über 10 km klassisch letztmals Weltcuppunkte. Bei den Schweizer Meisterschaften 1993 gewann er jeweils Bronze über 30 km klassisch und in der Verfolgung und Gold über 10 km klassisch. Beim Saisonhöhepunkt, den Weltmeisterschaften 1993 in Falun, belegte er den 62. Platz über 10 km klassisch, den 51. Rang in der Verfolgung und den neunten Platz mit der Staffel. In der folgenden Saison holte er bei den Schweizer Meisterschaften in Campra nochmals Bronze über 30 km klassisch und Silber über 50 km Freistil und lief bei den Olympischen Winterspielen 1994 in Lillehammer auf den 49. Platz über 30 km Freistil, auf den 44. Rang 50 km klassisch und zusammen mit Jeremias Wigger, Hans Diethelm und Giachem Guidon auf den siebten Platz in der Staffel. Nach der Saison 1993/94 beendete er seine internationale Karriere.
Capol war von 2003 bis 2013 FIS-Rennlaufdirektor. Zusammen mit Vegard Ulvang hat er bei einem Saunagang die Tour de Ski erdacht. Ab 2012 arbeitete er als Nordisch-Direktor bei der FIS Marketing AG in Freienbach. Im Frühling 2022 übernahm er die Position als CEO der Biathlon-Weltmeisterschaften 2025 in Lenzerheide. In dieser operativen Funktion war Capol auch für die Durchführung der Biathlon-Europameisterschaften 2023 und des ersten Schweizer Biathlon-Weltcups im Dezember 2023 verantwortlich. Per 1. April 2025 wird er neuer Nordisch-Direktor bei Swiss-Ski.

## Erfolge

### Teilnahmen an Weltmeisterschaften und Olympischen Winterspielen

#### Olympische Winterspiele
- 1988 Calgary: 4. Platz Staffel, 22. Platz 15 km klassisch, 30. Platz 30 km klassisch
- 1994 Lillehammer: 7. Platz Staffel, 44. Platz 50 km klassisch, 49. Platz 30 km Freistil

#### Nordische Skiweltmeisterschaften
- 1987 Oberstdorf: 26. Platz 15 km Freistil, 30. Platz 30 km klassisch
- 1989 Lahti: 12. Platz Staffel, 24. Platz 30 km klassisch, 43. Platz 15 km klassisch
- 1993 Falun: 9. Platz Staffel, 51. Platz 15 km Freistil Verfolgung, 62. Platz 10 km klassisch

### Weltcup-Gesamtplatzierungen
| Saison  | Platz | Punkte |
| ------- | ----- | ------ |
| 1987/88 | 48.   | 3      |
| 1989/90 | 54.   | 2      |
| 1992/93 | 75.   | 10     |